# Cyphostemma amplexicaule
Cyphostemma amplexicaule är en vinväxtart som beskrevs av Descoings. Cyphostemma amplexicaule ingår i släktet Cyphostemma och familjen vinväxter. Inga underarter finns listade i Catalogue of Life.